# Rökå
Rökå är en småort i södra delen av Malå kommun, 22 km från centralorten.

## Befolkningsutveckling
| Befolkningsutvecklingen i Rökå 1960–2015      | Befolkningsutvecklingen i Rökå 1960–2015 | Befolkningsutvecklingen i Rökå 1960–2015 | Befolkningsutvecklingen i Rökå 1960–2015 | Befolkningsutvecklingen i Rökå 1960–2015 |
| --------------------------------------------- | ---------------------------------------- | ---------------------------------------- | ---------------------------------------- | ---------------------------------------- |
|                                               |                                          |                                          |                                          |                                          |
| År                                            |                                          |                                          | Folkmängd                                | Areal (ha)                               |
| 1960                                          | 1960                                     |                                          | 227                                      |                                          |
| 1990                                          | 1990                                     |                                          | 125                                      | 20#                                      |
| 1995                                          | 1995                                     |                                          | 117                                      | 20#                                      |
| 2000                                          | 2000                                     |                                          | 90                                       | 19#                                      |
| 2005                                          | 2005                                     |                                          | 69                                       | 20#                                      |
| 2010                                          | 2010                                     |                                          | 64                                       | 21#                                      |
| 2015                                          | 2015                                     |                                          | 61                                       | 26#                                      |
| Anm.: Upphörde som tätort 1965. # Som småort. |                                          |                                          |                                          |                                          |

## Föreningar
I byn finns föreningar som Rökåbygdens byaförening, Kristen gemenskap Rökå - Kristineberg med omnejd, Rökå IF och Rökåbygdens Skoterklubb. Rökå IF spelade sina hemmamatcher på Rökåbergs IF. Sista säsongen föreningen hade fotbollslag var säsongen 1981. I slutet av 1960-talet hade föreningen sin storhetstid då man spelade i div. 3.